# Nghi thần nghi quỷ
Nghi thần nghi quỷ (tiếng Trung: 疑神疑鬼; bính âm: Yi shen yi gui) là một bộ phim điện ảnh kinh dị Hồng Kông được đạo diễn Khưu Lễ Đào sản xuất năm 2004, với sự tham gia diễn xuất của Lưu Diệp và Từ Hy Viên.

## Các diễn viên chính
- Lưu Diệp
- Từ Hy Viên
- Công Bội Bật
- Hồ Ca